# Semiothisa areniscoides
Semiothisa areniscoides är en fjärilsart som beskrevs av Paul Dognin 1896. Semiothisa areniscoides ingår i släktet Semiothisa och familjen mätare. Inga underarter finns listade i Catalogue of Life.